# Joseph Maraite
Joseph Maraite (ur. 11 września 1949 w Waimes, zm. 25 kwietnia 2021 w Sankt Vith) – belgijski polityk i samorządowiec, od 1986 do 1999 minister-prezydent wspólnoty niemieckojęzycznej Belgii (DG), poseł do parlamentu regionalnego, mer Burg-Reuland.

## Życiorys
Przedstawiciel mniejszości niemieckiej w Belgii. Studiował germanistykę, w latach 1972–1976 pracował jako nauczyciel. Później do 1984 zatrudniony jako doradca w rządzie federalnym (m.in. w ministerstwie edukacji). W 1977 znalazł się po raz pierwszy w parlamencie wspólnoty niemieckojęzycznej (Rat der Deutschsprachigen Gemeinschaft) jako reprezentant lokalnej Partii Chrześcijańsko-Społecznej (zasiadał tam do 1995 i ponownie w latach 1999–2009). Wieloletni radny Burg-Reuland, w latach 1983–1994 i 1999–2004 zasiadał w zarządzie miejskim, a od 2004 do 2017 był burmistrzem tej miejscowości.
W 1984, po przyjęciu ustawy o utworzeniu rządu dla wspólnoty niemieckojęzycznej, objął funkcję ministra zdrowia, sportu, rodziny i turystyki w koalicyjnym gabinecie liberałów, socjalistów i chadeków. Po pierwszych wyborach w 1986 został ministrem-prezydentem wspólnoty, sprawował tę funkcję do 1999.